# 龙子祠
临汾龙子祠，又名康泽王庙，位于山西省临汾市西南13公里的尧都区金殿镇龙祠村姑射山麓，是一座祭祀水神的古建筑，历史悠久。

## 历史
据称龙子祠创建于汉赵刘渊时。寺前有龙子泉，清泉喷涌，渠道纵横，灌溉襄陵县、临汾县两县的水稻田。乡民感念泉水泽润百姓，建祠祀奉。元至元十三年(1276年)及明、清均有增建修葺。由此形成山西省内仅次于晋祠的另一处山水风景胜地。每年农历四月十五，龙子祠举办盛大的庙会。1942年，龙子祠被日军所毁。

## 建筑
龙子祠坐北向南，有山门、过殿、水母殿、康泽王殿等建筑。山门面阔三间。匾额“泽被苍生”。左曾有清音亭。祠内有碑碣11通。

## 文化
康熙四十七年（1708年），孔尚任应平阳府知府刘棨之邀，到临汾纂修《平阳府志》，创作了《二月朔日同人游龙子祠分韵》等几首吟诵龙子祠的诗作和《清音亭记》。
“远隔红尘世外幽，宜人景物失乡愁。含烟店柳从容发，破冻山泉放肆流。古寺春寒须载酒，重峦雪霁好登楼。风雷龙子何年去，遗事闲从父老求。”
“满眼新诗不费搜，溪山胜地快同游。苔墙读字无遗处，雪路寻泉到尽头。剪韭畦傍春味早，赛神祠下野人稠。风光正是中和节，社舞村歌看未休。”
“回栏绕砌响潺潺，亭在林泉最胜间。喜送村醪来父老，怕看水碓转机关。花繁预选移春槛，风冷难当消夏湾。趁晴光扶杖去，不知雪界几重山。”